# Видони, Пьетро (младший)
Пьетро Видони младший (итал. Pietro Vidoni iuniore; 2 сентября 1759, Кремона, Сардинское королевство — 10 августа 1830, там же) — итальянский куриальный кардинал. Камерленго Священной Коллегии кардиналов с 21 марта 1825 по 13 марта 1826. Кардинал-дьякон с 8 марта 1816, с титулярной диаконией Сан-Никола-ин-Карчере с 29 апреля 1816 по 10 августа 1830.